# Obertorvorstadt (Pirna)
Die Obertorvorstadt ist eine historische Vorstadt von Pirna, der Kreisstadt des Landkreises Sächsische Schweiz-Osterzgebirge.

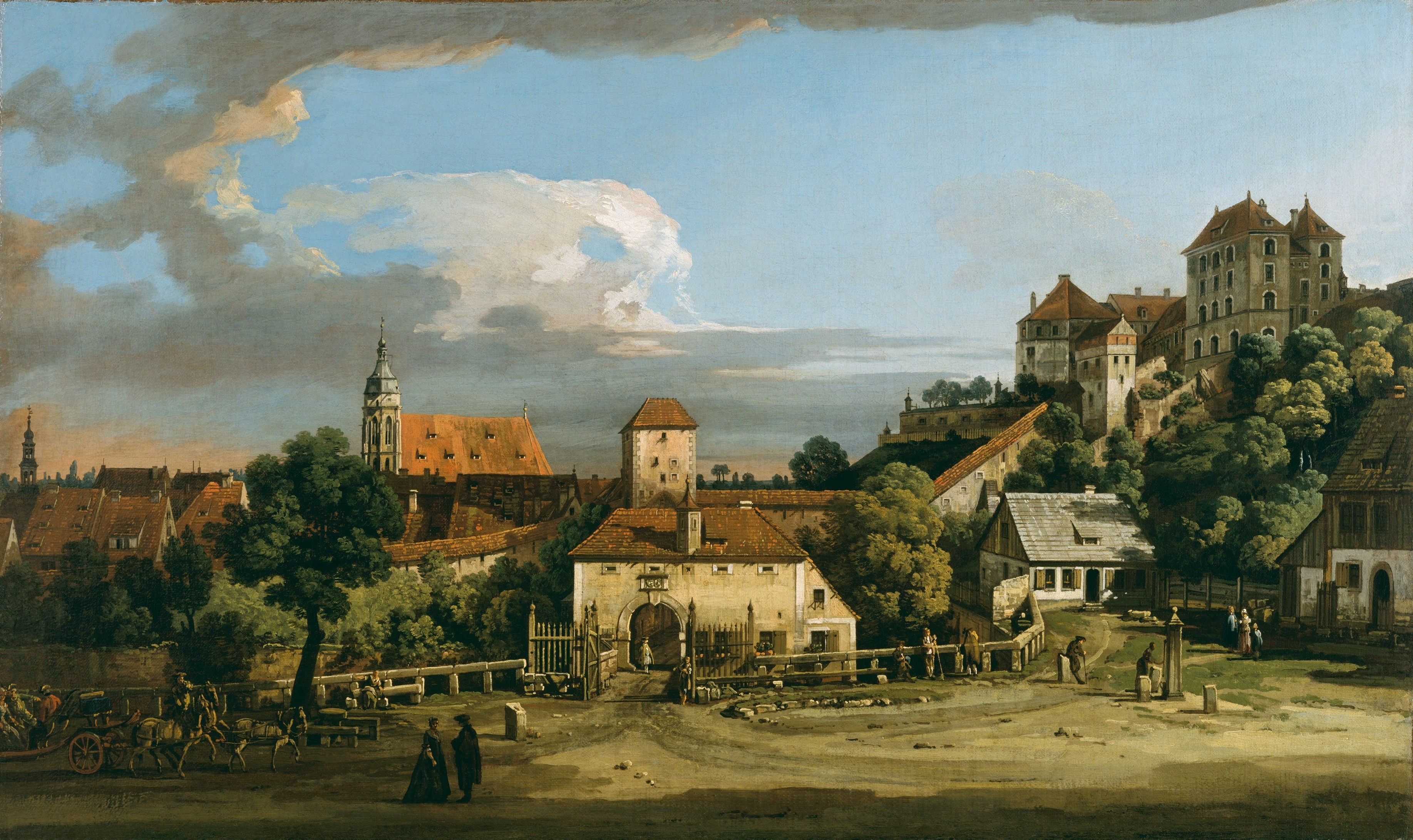
Das Obertor in den 1750er Jahren auf einem Gemälde von Bernardo Bellotto, genannt Canaletto. Rechts die Festung Sonnenstein, links im Hintergrund die Marienkirche.

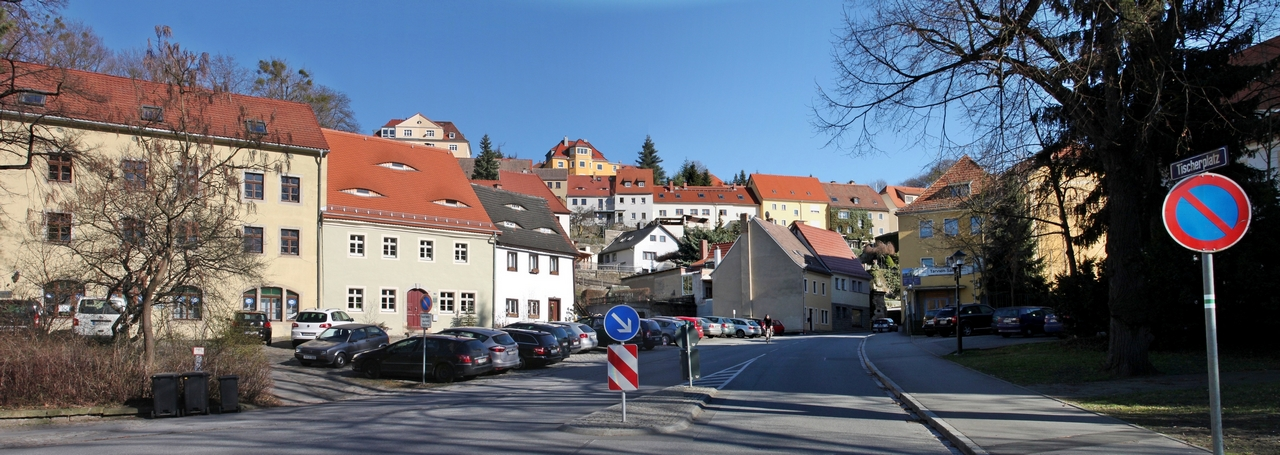
Blick über den Tischerplatz der Obertorvorstadt, im Hintergrund sind die Häuser der Hausberggemeinde zu sehen.

## Geographie
Zu ihrem Namen kam die Obertorvorstadt durch ihre Lage vorm im 19. Jahrhundert geschleiften Obertor, einem Teil der Stadtmauer um die Pirnaer Altstadt. Das Obertor stand am heutigen Tischerplatz und war der Durchlass der Oberen Burgstraße. Da von dort aus die Straße in Richtung Königstein (Sächsische Schweiz) führte, hieß das Obertor zeitweise auch „Steynisches Tor“. 
Zur Obertorvorstadt, die im Weichbild der Stadt Pirna lag, gehörte der Bereich um die Bergstraße und die Braustraße. Östlich der Obertorvorstadt befindet sich der Steilanstieg zum Schloss Sonnenstein. Hinauf zur östlich benachbarten ehemaligen Hausberggemeinde, gelegen an der Straße Am Hausberg, führen die Schaftreppe und die Amtstreppe. Westlich benachbart ist die Dohnaische Vorstadt. In Richtung Süden schließt sich die Südvorstadt an.

## Geschichte
Im Jahr 1359 heißt es in einer Urkunde: „Nickell v. Gerhartsdorff und Andres v. Globick, burgleute zu Pirn – halten zu burglehen – den halben hoff, haus, scheune, vorwerg in der stadt zu Pirn an dem Steynischen tore gelegen“. Um 1550 war die Säuschneiderei in der Vorstadt vorm Obertor ansässig. Insgesamt gab es in dieser Zeit 60 Ansässige in den Vorstädten vor dem Ober- und dem Dohnaischen Tor. Im Jahr 1578 verlegte die Stadt Pirna ihre Richtstätte vom Markt vor das Obertor und ließ dort einen Galgen errichten. Dieser wurde 1587 bereits wieder abgerissen und etwas weiter stadtauswärts an der Sandgasse (unterer Teil der heutigen Schandauer Straße) neu aufgebaut, wo die Richtstätte auch im 17. Jahrhundert noch bestand.
In den letzten Jahren des 16. Jahrhunderts wohnte der Marktmeister des Pirnaer Wochenmarkts im Obertor. Während des Siebenjährigen Krieges beschossen am 5. September 1758 österreichische Truppen die Stadt. Dabei gerieten 19 Häuser in der Vorstadt vor dem Obertor in Brand, darunter auch der Gasthof „Zur Tanne“. Das Obertor wurde 1826 im Rahmen der zehn Jahre zuvor begonnenen Schleifung der Festung abgerissen. Im 18. und 19. Jahrhundert lag am südlichen Ende der Vorstadt das Gasthaus Schleife, das seinen Namen von seiner Lage an der damaligen Serpentine am Übergang von Bergstraße und Am Hausberg hatte.